# 霍爾婚配定理
数学上，霍爾婚配定理是菲利浦·霍爾最先證明的圖論定理，又稱霍爾定理，描述二分图中，能將一側全部頂點牽線匹配到另一側的充要條件。定理另有一個等價的組合敍述，確定一族有限集合在何種充要條件下，可自每個集合各揀選一個元素，而使所選元素兩兩互異（即沒有元素是重復的）。

## 集族表述
設 {\displaystyle S} 為 {\displaystyle X} 的有限子集組成的有限多重族。
{\displaystyle S} 的一個代表系是 {\displaystyle S} 至 {\displaystyle X} 的單射，且該單射 {\displaystyle f} 將族中任意集合 {\displaystyle s\in S} 映至該集合的某元素 {\displaystyle f(s)}。換言之，{\displaystyle f} 從 {\displaystyle S} 中每個集合，選出一個代表元，使得不同的集合由不同元素代表（「單射」之義）。代表系又稱為「截面」或「遍歷」（transversal）。
族 {\displaystyle S} 滿足霍爾條件，意思是對每個子族 {\displaystyle W\subseteq S}，有
{\displaystyle |W|\leq \left|\bigcup _{A\in W}A\right|.}
用文字複述，該條件斷言對於 {\displaystyle S} 的每個子族，其各集合一共擁有的不同成員數，不小於該子族的集合數。若不滿足該條件，則不存在代表系，因為在某子族 {\displaystyle W}（設有 {\displaystyle k} 個集合）中，各集合一共衹有少於 {\displaystyle k} 個互異元素，如此由鴿巢原理，為 {\displaystyle k} 個集合所選的 {\displaystyle k} 個代表元之中，必有兩者相等。霍爾定理說明，前述命題的否命題也成立，即若滿足霍爾條件，則必存在代表系。

霍爾定理：一族有限集有代表系，當且僅當其滿足霍爾條件，即其任意子族皆滿足以上不等式。

證明見§ 圖論表述。

### 例
例一：考慮集族 {\displaystyle S=\{A_{1},A_{2},A_{3}\}}，其中
{\displaystyle {\begin{aligned}A_{1}&=\{1,2,3\},\\A_{2}&=\{1,4,5\},\\A_{3}&=\{3,5\}.\end{aligned}}}
合適的代表系有 {\displaystyle (1,4,5)}，但並不唯一，例如 {\displaystyle (2,1,3)} 亦可。
例二：考慮 {\displaystyle S=\{A_{1},A_{2},A_{3},A_{4}\}}，其中
{\displaystyle {\begin{aligned}A_{1}&=\{2,3,4,5\},\\A_{2}&=\{4,5\},\\A_{3}&=\{5\},\\A_{4}&=\{4\}.\end{aligned}}}

例一：符合霍爾條件

例二：違反霍爾條件

此時，無合適的代表系。子族 {\displaystyle W=\{A_{2},A_{3},A_{4}\}} 違反霍爾條件，因為該族有 {\displaystyle |W|=3} 個集合，但該三個集之並為 {\displaystyle A_{2}\cup A_{3}\cup A_{4}=\{4,5\}}，僅得兩個元素。
例三：同樣設 {\displaystyle S=\{A_{1},A_{2},A_{3},A_{4}\}}，但換成
{\displaystyle {\begin{aligned}A_{1}&=\{1,2,3\},\\A_{2}&=\{2,4\},\\A_{3}&=\{1,2,4\},\\A_{4}&=\{2,4\}.\end{aligned}}}
此時，{\displaystyle A_{2}} 與 {\displaystyle A_{4}} 的代表必為 {\displaystyle 2,4} 或逆序，從而 {\displaystyle A_{3}} 的代表須為 {\displaystyle 1}。所以，合適的代表系有且衹有 {\displaystyle (3,2,1,4)} 或 {\displaystyle (3,4,1,2)}。

### 命名
定理命名為「婚配」（marriage），是與以下例子有關。設有兩組人，一組 {\displaystyle n} 男，一組 {\displaystyle n} 女。每名女士心目中皆有一份名單（若干男士組成的子集），會接受名單中的男士的求婚，但會拒絕其他人。而該些男士別無所求，願意向任何女士求婚。媒人希望判斷是否存在方案，在尊重諸位女士的意願的前提下，將該兩組人撮合成 {\displaystyle n} 對夫妻。
以 {\displaystyle A_{i}} 表示第 {\displaystyle i} 名女士願意接受的男士集合，則霍爾定理講述，存在方案使每位女士與心儀對象結婚，且無重婚，當且僅當對於任意若干位女士組成的集合 {\displaystyle I}，願意與其中至少一位女士結婚的男士數 {\displaystyle \left|\bigcup _{i\in I}A_{i}\right|}，不小於該集合的女士數 {\displaystyle |I|}。
後一個條件為必要，否則該 {\displaystyle |I|} 名女士根本無法找到足夠的配偶。較不明顯的是，該條件亦為充分，此即霍爾定理的肯綮。

## 圖論表述

藍色邊構成一組匹配

設 {\displaystyle G} 為有限二部圖，頂點集分為 {\displaystyle X}、{\displaystyle Y} 兩部，以符號記為 {\displaystyle G=(X\sqcup Y,E)}。{\displaystyle X} 完美匹配是圖上若干條邊組成的匹配，其兩兩無公共端點，且 {\displaystyle X} 的每個頂點各有一條邊在該匹配中。
對於 {\displaystyle X} 的任意子集 {\displaystyle W}，設 {\displaystyle N_{G}(W)} 為 {\displaystyle W} 在 {\displaystyle G} 中的鄰域，即 {\displaystyle Y} 中與 {\displaystyle W} 至少一點有連邊的全體頂點之集。霍爾定理斷言，存在 {\displaystyle X} 完美匹配，当且仅当對 {\displaystyle X} 的每個子集 {\displaystyle W}，皆有：
{\displaystyle |W|\leq |N_{G}(W)|.}
換言之，與 {\displaystyle W} 相鄰的頂點，不少於 {\displaystyle W} 的頂點。上述不等式稱為霍爾條件。

### 證明
「{\displaystyle \Longrightarrow }」：假設有匹配 {\displaystyle M}，覆蓋頂點集 {\displaystyle X}。欲證霍爾條件對全部 {\displaystyle W\subseteq X} 成立。記 {\displaystyle M(W)} 為 {\displaystyle W} 經 {\displaystyle M} 匹配到的頂點集，其為 {\displaystyle Y} 的子集。由匹配的定義，必有 {\displaystyle |M(W)|=|W|}，同時 {\displaystyle M(W)\subseteq N_{G}(W)}，因為 {\displaystyle M(W)} 的元素皆為 {\displaystyle W} 的鄰舍。故 {\displaystyle |N_{G}(W)|\geq |M(W)|}，即 {\displaystyle |N_{G}(W)|\geq |W|}。
「{\displaystyle \Longleftarrow }」：假設無 {\displaystyle X} 完美匹配，欲證有某子集 {\displaystyle W\subseteq X} 違反霍爾條件。設 {\displaystyle M} 為極大匹配，換言之，若再添加任何一條邊，則不再為匹配。設 {\displaystyle u} 為 {\displaystyle X} 中未獲覆蓋的頂點。考慮由 {\displaystyle u} 出發的全體「交錯路徑」，即圖 {\displaystyle G} 中的路徑，其首邊不屬 {\displaystyle M}，次邊屬於 {\displaystyle M}，第三邊又不屬 {\displaystyle M}，如此交錯排列。{\displaystyle u} 藉該些交錯路徑，與 {\displaystyle Y} 中若干頂點相連，該些頂點組成的子集記為 {\displaystyle Z}；又與 {\displaystyle X} 中若干頂點相連（此處 {\displaystyle u} 亦視為與自己相連），得子集 {\displaystyle W}。極長的交錯路徑不能終於 {\displaystyle Y}，否則其首尾皆不屬 {\displaystyle M}，故為「增廣路徑」：翻轉路徑上所有邊的狀態，將不屬 {\displaystyle M} 者加入 {\displaystyle M}，屬 {\displaystyle M} 者移走，則得到嚴格比 {\displaystyle M} 多邊的匹配，此為不可能。至此，已證 {\displaystyle Z} 中每個頂點，皆經 {\displaystyle M} 匹配到 {\displaystyle W\setminus \{u\}} 中某頂點。反之，{\displaystyle W\setminus \{u\}} 中任意一個頂點，亦有 {\displaystyle Z} 中某頂點與之匹配，即沿 {\displaystyle u} 至 {\displaystyle v} 的交錯路徑，{\displaystyle v} 的前一頂點。所以，{\displaystyle M} 給出 {\displaystyle W\setminus \{u\}} 與  {\displaystyle Z} 之間的一一對應，所以 {\displaystyle |W|=|Z|+1}。另一方面，將證明 {\displaystyle N_{G}(W)\subseteq Z}。設 {\displaystyle v\in N_{G}(W)} 是與某頂點 {\displaystyle w\in W} 鄰接。若邊 {\displaystyle wv} 在 {\displaystyle M} 中，則自 {\displaystyle u} 至 {\displaystyle w} 的一切交錯路徑中，{\displaystyle v} 皆在 {\displaystyle w} 以先，故有 {\displaystyle u} 至 {\displaystyle v} 的交錯路徑。否則 {\displaystyle wv} 不屬 {\displaystyle M}，但已知有 {\displaystyle u} 至 {\displaystyle w} 的交錯路徑，末邊屬於 {\displaystyle M}，故可續以 {\displaystyle wv}，亦得自 {\displaystyle u} 至 {\displaystyle v} 的交錯路徑。證畢 {\displaystyle N_{G}(W)\subseteq Z}，故 {\displaystyle \left|N_{G}(W)\right|\leq |Z|=|W|-1<|W|}，違反霍爾條件。

### 算法
若 {\displaystyle X} 的子集 {\displaystyle W} 滿足 {\displaystyle |N_{G}(W)|<|W|}，則定義 {\displaystyle W} 為霍爾犯。若 {\displaystyle W} 為霍爾犯，則無匹配能覆蓋 {\displaystyle W} 的全部頂點。所以，也無匹配覆蓋 {\displaystyle X}。霍爾定理斷言，二部圖有 {\displaystyle X} 完美匹配，當且僅當其不含任何霍爾犯。以下算法驗證定理較難的方向：輸入一幅二部圖，算法或輸出一個 {\displaystyle X} 完美匹配，或輸出一個霍爾犯。
該算法調用以下子程序：輸入匹配 {\displaystyle M} 及未匹配的某頂點 {\displaystyle x_{0}\in X}，或輸出一條 {\displaystyle M} 增廣路徑，或輸出一個霍爾犯。該子程序可以深度优先搜索實作。
以下敍述算法的步驟：
1. 初始時，設 {\displaystyle M} 為空集，未選定任何邊。（其後會加邊入 {\displaystyle M}。）
2. 檢查：{\displaystyle M} 確為 {\displaystyle G} 的匹配。
3. 若 {\displaystyle M} 已覆蓋 {\displaystyle X}，則為所求的 {\displaystyle X} 完美匹配，輸出並結束程序。
4. 否則，找到未匹配的頂點 {\displaystyle x_{0}\in X\setminus V(M)}。
5. 調用尋找增廣路徑的子程序，視乎情況：
  1. 若找到霍爾犯，則輸出並結束。
  2. 若找到 {\displaystyle M} 增廣路徑，則將該路徑上各邊的狀態翻轉，使 {\displaystyle M} 的邊數增加一。返回第2步。

每次找到增廣路徑，都會使 {\displaystyle M} 多一條邊。所以，前述算法的迴圈至多執行 {\displaystyle |X|} 次，就會停機。每次尋找增廣路徑需時 {\displaystyle {\mathcal {O}}(|E|)}。總時間複雜度與不加權的最大匹配問題的福特-富爾克森算法相約。

### 兩種表述等價
設 {\displaystyle S=(A_{1},A_{2},\ldots ,A_{n})}，其中 {\displaystyle A_{i}} 皆為有限集，不必相異。相應地，構造二部圖 {\displaystyle G}，一側頂點集 {\displaystyle X=\{v_{1},\ldots ,v_{n}\}} 對應該 {\displaystyle n} 個集合，另一側頂點集 {\displaystyle Y} 為該些集合之並。若 {\displaystyle A_{i}} 有元素 {\displaystyle y\in Y}，則在圖中連一條邊 {\displaystyle v_{i}y}。如此，族 {\displaystyle S} 的代表系即是 {\displaystyle G} 的 {\displaystyle X} 完美匹配，覆蓋 {\displaystyle X} 的全部頂點。所以，以集族表述的霍爾問題，容易化成圖論表述的霍爾問題。反之亦然：給定二部圖 {\displaystyle G=(X\sqcup Y,E)}，{\displaystyle X} 完美匹配相當於鄰域族 {\displaystyle \{\Gamma (x):x\in X\}} 的代表系。

### 其他證明
利用拓撲組合學的斯佩納引理，可得霍爾定理的非構造性證明。:Thm.4.1,4.2

## 應用
定理有許多「非婚」應用。例如，取一疊啤牌（無鬼牌），洗勻後，派成13磴，每磴4張。由霍爾定理可證，必能從每磴揀選一張牌，使所選13張牌恰好出齊各點數（A、2、3、⋯⋯、Q、K）。更一般地，任意正則二部圖（允許重邊）皆有完美匹配。:2
較抽象的應用有雙邊陪集遍歷。設 {\displaystyle G} 為群，{\displaystyle H} 為其有限指數子群，則霍爾定理適用於證明存在集合 {\displaystyle T}，既是 {\displaystyle H} 各左陪集的代表系，又是各右陪集的代表系。
霍爾定理亦用於證明，若 {\displaystyle r<n}，則任意 {\displaystyle r\times n} 拉丁矩陣皆可擴展成 {\displaystyle (r+1)\times n} 拉丁矩陣，並可重複，直至得到完整的拉丁方陣。

## 相關定理
本定理可歸類到組合學的一列強力定理，其彼此關聯。若假設任何一條，則較易證得其他各條，但若要從頭開始，則較難證得任何一條。總括而言，該類定理各自斷言某類組合優化問題具有強對偶性。該些定理包括：
- 克尼格定理（英语：Kőnig's theorem (graph theory)）：二部圖的最大匹配，與最小頂點覆蓋（英语：Vertex cover）等大。
  - 克尼格-艾蓋瓦里定理（英语：König–Egerváry theorem）（1931年），得名自克尼格·代奈什（英语：Dénes Kőnig）、艾蓋瓦里·耶內兩位匈牙利數學家，是克尼格定理的加權推廣。[註 7]
- 门格尔定理（1927年）：邊最小割的大小，等於任意在所有頂點對之間可以找到的無公共邊的路徑的最大數量。結論換成頂點最小割與無公共（中間）頂點的路徑仍成立。
- 最大流最小割定理（福特-富爾克森算法）：任意网络流中，最大流的值等於最小割。
- 伯克霍夫-馮紐曼定理（英语：Birkhoff–Von Neumann theorem）（1946年）：一個方陣為雙隨機（英语：Doubly stochastic matrix）[註 8]，當且僅當其為置換方陣的凸組合。
- 迪爾沃思定理（英语：Dilworth's theorem）：覆蓋某偏序集所需的不交鏈數，與該集的最大反鏈等大。

欲要更具體描述各定理的關係，下列各等價關係有簡單證明：

迪爾沃思定理 ⇔ 霍爾定理 ⇔ 克尼格-艾蓋瓦里定理 ⇔ 克尼格定理。

## 加強

### 無窮族
馬歇爾·霍爾細察菲利浦·霍爾原先的證明，發現可以將結論修改成對（有限集組成的）無窮族 {\displaystyle S} 仍成立。該證明直接使用佐恩引理。此外，也有較簡短的證明，用到命題邏輯的緊緻性定理：
設 {\displaystyle S=\{A_{i}:i\in I\}}。對每個 {\displaystyle i\in I} 和 {\displaystyle a\in A_{i}}，以命題 {\displaystyle p_{a,i}} 表示「{\displaystyle a} 選為 {\displaystyle A_{i}} 的代表」。可以列出代表系須滿足的條件如下：
- 對應每個 {\displaystyle i\in I}，各有一條命題斷言恰有一個 {\displaystyle a\in A_{i}} 使 {\displaystyle p_{a,i}} 為真[註 10]；
- 對應每對互異的 {\displaystyle i,j\in I} 和 {\displaystyle a\in A_{i}\cap A_{j}}，各有一條命題為 {\displaystyle \neg (p_{a,i}\wedge p_{a,j})}。

如此，代表系即等價於同時滿足以上各命題的賦值。由有限族的霍爾定理，對 {\displaystyle I} 的任意有限子集 {\displaystyle J}，相應的有限子族有代表系，故以上命題中，任意有限條皆可同時滿足。所以，由緊緻性定理，全部命題可同時滿足，即有整個無窮族的代表系。
以上一般情況的證明中，選擇公理（或等價命題如佐恩引理）為必須，因為給定一族無窮多個非空集（無額外條件），欲從每個集合中，選出一個代表（而無須相異），已需要選擇公理。

### 無窮集
馬歇爾·霍爾給出下列反例，表明若允許有無窮集，則所組成的無窮族，即使滿足霍爾條件，亦不保證有代表系。
設族 {\displaystyle S} 由可數多個集合 {\displaystyle A_{0}=\{1,2,3,\ldots \},\ A_{1}=\{1\},\ A_{2}=\{2\},\ \ldots ,\ A_{i}=\{i\},\ \ldots } 構成。該族滿足霍爾條件，但無法選出代表系。
若妥為敍述，則的確可將霍爾定理推廣至適用於無窮集。給定二部圖，兩側頂點集為 {\displaystyle A,B}，若由 {\displaystyle B} 的子集 {\displaystyle C} 出發，在圖中找到單射（意思是衹能用二部圖的邊），射向 {\displaystyle A} 的子集 {\displaystyle D}，則稱 {\displaystyle C\leq D}，而若更甚者，圖中沒有反向的，由 {\displaystyle D} 至 {\displaystyle C} 的單射，則稱 {\displaystyle C<D}。前述定義中，若忽略「在圖中」三字，則所得大小的概念等同一般基數的大小比較。無窮集的婚配定理斷言：

圖中有 {\displaystyle A} 至 {\displaystyle B} 的單射，當且僅當對每個 {\displaystyle D\subseteq A}，皆有其鄰域 {\displaystyle N(D)\nless D}。

### 代表系的數目
馬歇爾·霍爾也計算出給定有限族 {\displaystyle S} 的代表系數目的下界，從而加強婚配定理。其敍述為：

設有一列有限集 {\displaystyle (A_{1},A_{2},\ldots ,A_{n})}，不必相異，但滿足霍爾條件，又設 {\displaystyle |A_{i}|\geq r} 對 {\displaystyle i=1,\ldots ,n} 成立。則當 {\displaystyle r\leq n} 時，該族有限集至少有 {\displaystyle r!} 個不同的代表系，而當 {\displaystyle r>n} 時，至少有 {\displaystyle r(r-1)\cdots (r-n+1)} 個。

此處即使兩個代表系的元素一樣，衹要其次序不同，亦視為不同。例如，若 {\displaystyle A_{1}=\{1,2,3\}}，{\displaystyle A_{2}=\{1,2,5\}}，則 {\displaystyle (1,2)} 和 {\displaystyle (2,1)} 為兩個不同的代表系。

### 分數匹配
圖的分數匹配（fractional matching）是對各邊賦予非負權值，使每個頂點所連各邊的權值和不超逾 {\displaystyle 1}。所謂 {\displaystyle X} 完美的分數匹配，即是使 {\displaystyle X} 中的每一頂點處，各邊權之和恰為 {\displaystyle 1}。對於二部圖 {\displaystyle G=(X\sqcup Y,E)}，下列各項等價：
- {\displaystyle G} 有 {\displaystyle X} 完美匹配。
- {\displaystyle G} 有 {\displaystyle X} 完美分數匹配。（此為前項的直接推論。給定一個 {\displaystyle X} 完美匹配，將該匹配所選的邊賦權 {\displaystyle 1}，其餘邊賦 {\displaystyle 0}，則得到 {\displaystyle X} 完美分數匹配。）
- {\displaystyle G} 滿足霍爾條件。（若有前項的分數匹配，則對於 {\displaystyle X} 的每個子集 {\displaystyle W}，其所連各邊之和恰為 {\displaystyle |W|}，故至少要與對面的 {\displaystyle |W|} 個頂點相連，因為對面每個頂點所連的邊值和不超過 {\displaystyle 1}。）

### 虧缺
假如霍爾條件不成立，則原定理僅斷言不存在完美匹配，但並未說明匹配最大可以多大。欲知此事，需要考慮圖的虧度。對於二部圖 {\displaystyle G=(X\sqcup Y,E)}，{\displaystyle G} 關於 {\displaystyle X} 的虧度（deficiency）是 {\displaystyle |W|-|N_{G}(W)|} 的最大值，其中 {\displaystyle W} 可取 {\displaystyle X} 的任意子集。虧度越大，則圖離霍爾條件越遠。
用霍爾定理可證，若二部圖的虧度為 {\displaystyle d}，則有大小為 {\displaystyle |X|-d} 的匹配。（考慮在 {\displaystyle Y} 側添加 {\displaystyle d} 個輔助點，與 {\displaystyle X} 所有頂點連邊。新圖將滿足霍爾條件。）

### 非二部圖
- 若推廣至一般的圖（不必為二部圖），則其上有完美匹配的充要條件，由塔特定理描述。
- 若推廣至各類二部超圖（英语：bipartite hypergraph）（二部圖的超圖版本），則相應有各種霍爾式定理（英语：Hall-type theorems for hypergraphs）。

## 註
1. ↑  婚配之名見於[1][2]。
2. ↑  Hall, Jr. 1986，pg. 51。也可以允許無窮集，但此時須限制族中的集合數有限（考慮重數），見§ 推廣。然而，不能放寬成無窮多個無窮集。
3. ↑  {\displaystyle S} 可以放寬為無窮族，見§ 推廣。
4. ↑  即 {\displaystyle S} 可以有重複的元素，且會考慮其重複次數。
5. ↑  此例子中，為使定理適用，需要假設該些人的婚姻為一夫一妻制。
6. ↑  即無法再延伸。
7. ↑  定理的名稱，文獻中略有出入。相關的定理既有二分圖匹配的表述，也有 (0,1) 矩陣覆蓋的表述。Hall, Jr. (1986)和van Lint & Wilson (1992)稱矩陣表述為克尼格定理，而Roberts & Tesman (2009)則稱之為克尼格-艾蓋瓦里定理。二部圖版本，Cameron (1994)和Roberts & Tesman (2009)皆稱為克尼格定理。
8. ↑  即行和與列和皆等於一，且各項非負。
9. ↑  兩人並非親屬。
10. ↑  此處的命題需要 {\displaystyle A_{i}} 為有限集，纔能用命題邏輯的語言寫出

## 站外鏈結
- Cut-the-knot站，Marriage Theorem （页面存档备份，存于）
- Cut-the-knot站，Marriage Theorem and Algorithm （页面存档备份，存于）
- Lucky的筆記Hall's marriage theorem explained intuitively （页面存档备份，存于）.

本條目含有来自PlanetMath《proof of Hall's marriage theorem》的內容，版权遵守知识共享协议：署名-相同方式共享协议。